# کلاوس هوفمان
کلاوس هوفمان (به آلمانی: Klaus Hoffmann) خواننده، ترانه‌سرا و هنرپیشهٔ اهل آلمان است. او کار خود را به‌عنوان یک خواننده و ترانه‌سرا در اواخر دههٔ ۱۹۶۰ میلادی در باشگاه‌های فرهنگی برلین و آموزش بازیگری را پس از سفر به افغانستان در سال ۱۹۶۸، آغاز کرد.
هوفمان از سال ۱۹۷۴، ستارهٔ مشهور تئاتر و تولیدات تلویزیونی است. عمدهٔ شهرت وی به‌دلیل ایفای نقش ادگار ویبو در سال ۱۹۷۶ در فیلمی اقتباسی از اولریش پلنسدورفز به نام غصه‌های جدید جوانان (به آلمانی: Die neuen Leiden des jungen W.) است که به‌خاطر آن جوایز متعدد سینمایی آلمان را کسب کرد.
هوفمان در حالی که به‌عنوان یک بازیگر مشغول به کار بود، حرفه‌اش را به‌عنوان خواننده و ترانه‌سرا ادامه دارد. او اولین آلبوم موسیقی خود را در سال ۱۹۷۴ منتشر کرد و از آن زمان به بعد بیش از ۳۰ آلبوم را تهیه و پخش کرده‌است که به‌دنبال آن برندهٔ چندین جایزهٔ معتبر موسیقی آلمان شد.
او همراه با همسرش مالن اشتگر در زادگاه خود برلین زندگی می‌کند.

## آلبوم‌شناسی

### کاست‌ها و سی‌دی‌ها
- ۱۹۷۵: Klaus Hoffmann (Album 1975)
- ۱۹۷۶: Was bleibt?

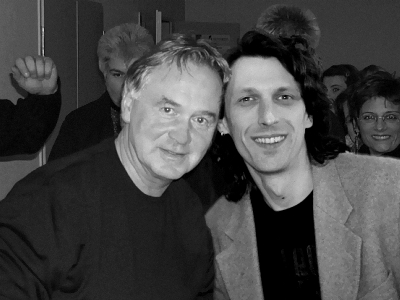
کلاوس هافمن در کنار مارتین سوشنر.

- ۱۹۷۷: Ich will Gesang, will Spiel und Tanz – Live
- ۱۹۷۸: Was fang ich an in dieser Stadt?
- ۱۹۷۹: Westend
- ۱۹۸۰: Ein Konzert
- ۱۹۸۲: Veränderungen
- ۱۹۸۳: Ciao Bella
- ۱۹۸۴: Konzert ’84* (PROMO EP)
- ۱۹۸۵: Morjen Berlin
- ۱۹۸۶: Wenn ich sing – Live
- ۱۹۸۷: Klaus Hoffmann
- ۱۹۸۹: Es muß aus Liebe sein
- ۱۹۹۰: Live 90
- ۱۹۹۱: Zeit zu leben
- ۱۹۹۳: Sänger
- ۱۹۹۴: Sänger Live
- ۱۹۹۵: Erzählungen
- ۱۹۹۶: Friedrichstadtpalast 20.00 Uhr
- ۱۹۹۷: Klaus Hoffmann singt Brel
- ۱۹۹۷: Brel – Die letzte Vorstellung – Live
- ۱۹۹۸: Hoffmann-Berlin
- ۱۹۹۸: Hoffmann-Berlin Unplugged (Studio-Demos / limitiert)
- ۱۹۹۹: Mein Weg – 12 Klassiker
- ۲۰۰۰: Melancholia
- ۲۰۰۱: Melancholia Live
- ۲۰۰۱: Afghana – Eine literarische Reise – Live
- ۲۰۰۲: Insellieder
- ۲۰۰۳: Da wird eine Insel sein – Live
- ۲۰۰۴: Der Mann, der fliegen wollte – Live
- ۲۰۰۵: Von dieser Welt
- ۲۰۰۶: Von dieser Welt – Konzertmitschnitt
- ۲۰۰۶: Wenn uns nur Liebe bleibt – Klaus Hoffmann singt Jacques Brel – Live
- ۲۰۰۸: Spirit
- ۲۰۰۸: Klaus Hoffmann singt Jacques Brel - in Paris
- ۲۰۰۹: Spirit - Live in Düsseldorf
- ۲۰۱۰: Das süße Leben
- ۲۰۱۱: Mit Freunden – Das Geburtstagskonzert zum 60. im Friedrichstadtpalast (3 CDs)
- ۲۰۱۲: Berliner Sonntag

### ویدئوها و دی‌وی‌دی‌ها
- ۱۹۹۴: Sänger (VHS)
- ۱۹۹۹: Hoffmann - Berlin (VHS), Konzertmitschnitt aus der Musikhalle Hamburg
- ۲۰۰۳: Insellieder (DVD), Live-Mitschnitt des „3satfestivals 2003“ im September 2003 in Mainz inkl. „Erzählungen“ und der „Klaus-Cam“
- ۲۰۰۶: Von dieser Welt (DVD), aufgenommen anlässlich des Konzerts am 16. Januar 2006 im Berliner Friedrichstadtpalast
- ۲۰۰۹: Live aus dem Berliner Admiralspalast (DVD), aufgenommen an zwei Tagen im November 2008 im Rahmen der "Spirit"-Tour
- ۲۰۱۱: Mit Freunden – Das Geburtstagskonzert zum 60. im Friedrichstadtpalast (DVD)